# Хорчин – Лівий Середній стяг
44°07′25″ пн. ш. 123°18′38″ сх. д. / 44.12364° пн. ш. 123.31044° сх. д.
Хорчин – Лівий Середній стяг (кит. 科尔沁左翼中旗, пін. Kē'ĕrqìn Zuŏyì Zhōngqí) — один із повітів КНР у складі префектури Тунляо, Внутрішня Монголія. Адміністративний центр — містечко Баокан.

## Географія
Хорчин – Лівий Середній стяг лежить на висоті понад 140 метрів над рівнем моря, на північ від річки Сіляо.

### Клімат
Хошун знаходиться у зоні, котра характеризується вологим континентальним кліматом зі спекотним літом. Найтепліший місяць — липень із середньою температурою 24,1 °C. Найхолодніший місяць — січень, із середньою температурою -14,8 °С.
| Клімат хошуну Хорчин – Лівий Середній стяг | Клімат хошуну Хорчин – Лівий Середній стяг | Клімат хошуну Хорчин – Лівий Середній стяг | Клімат хошуну Хорчин – Лівий Середній стяг | Клімат хошуну Хорчин – Лівий Середній стяг | Клімат хошуну Хорчин – Лівий Середній стяг | Клімат хошуну Хорчин – Лівий Середній стяг | Клімат хошуну Хорчин – Лівий Середній стяг | Клімат хошуну Хорчин – Лівий Середній стяг | Клімат хошуну Хорчин – Лівий Середній стяг | Клімат хошуну Хорчин – Лівий Середній стяг | Клімат хошуну Хорчин – Лівий Середній стяг | Клімат хошуну Хорчин – Лівий Середній стяг | Клімат хошуну Хорчин – Лівий Середній стяг |
| Показник                                   | Січ.                                       | Лют.                                       | Бер.                                       | Квіт.                                      | Трав.                                      | Черв.                                      | Лип.                                       | Серп.                                      | Вер.                                       | Жовт.                                      | Лист.                                      | Груд.                                      | Рік                                        |
| Середній максимум, °C                      | −8,1                                       | −2,6                                       | 5,2                                        | 15,5                                       | 22,9                                       | 27,7                                       | 29                                         | 27,9                                       | 22,9                                       | 14,3                                       | 2,3                                        | −5,8                                       | 12,6                                       |
| Середня температура, °C                    | −14,8                                      | −9,7                                       | −1,5                                       | 8,8                                        | 16,5                                       | 21,8                                       | 24,1                                       | 22,6                                       | 16,4                                       | 7,6                                        | −3,8                                       | −12                                        | 6,3                                        |
| Середній мінімум, °C                       | −20,1                                      | −15,7                                      | −7,7                                       | 2                                          | 9,8                                        | 15,9                                       | 19,4                                       | 17,7                                       | 10,2                                       | 1,9                                        | −8,8                                       | −16,9                                      | 0,6                                        |
| Норма опадів, мм                           | 1.5                                        | 1.4                                        | 7.2                                        | 16.8                                       | 34.4                                       | 68.1                                       | 114.9                                      | 90.7                                       | 34                                         | 18.4                                       | 6.5                                        | 2.3                                        | 396.2                                      |
| Вологість повітря, %                       | 60                                         | 51                                         | 45                                         | 43                                         | 46                                         | 59                                         | 73                                         | 74                                         | 63                                         | 56                                         | 57                                         | 60                                         | 57.3                                       |
| ------------------------------------------ | ------------------------------------------ | ------------------------------------------ | ------------------------------------------ | ------------------------------------------ | ------------------------------------------ | ------------------------------------------ | ------------------------------------------ | ------------------------------------------ | ------------------------------------------ | ------------------------------------------ | ------------------------------------------ | ------------------------------------------ | ------------------------------------------ |
| Джерело: data.cma.cn                       |                                            |                                            |                                            |                                            |                                            |                                            |                                            |                                            |                                            |                                            |                                            |                                            |                                            |